# Lisard González
Lisard González Termens (26 de agosto de 1971; Barcelona) es un exbaloncestista español. Tenía una altura de 1,99 metros, y jugaba en la posición de alero. 

## Carrera
Formado en las categorías inferiores del FC Barcelona, sus inicios en el primer equipo, al que subió junto Roger Esteller, fueron muy prometedores. De la mano del serbio Božidar Maljković se le preveía un gran futuro, pero no llegó a cuajar como gran jugador, conformándose con ser un jugador de rotación en varios equipos de la ACB. Jugó tres temporadas en el primer equipo del conjunto catalán, con el que ganó una Liga ACB, una Copa del Rey de Baloncesto y fue dos veces subcampeón de la Copa de Europa. Su segunda época dorada la vivió en el Bàsquet Manresa, donde jugó cinco temporadas, y volvió a ganar otra Liga ACB y otra Copa del Rey de Baloncesto.

### Selección nacional
Fue internacional con la selección española cadete y junior, con la que consiguió la medalla de bronce en el Eurobasket Junior de 1990, pero nunca llegó a debutar con la selección absoluta.

## Palmarés

### Títulos internacionales de Selección
- en el Eurobasket Junior de Groningen de 1990, con la selección española Junior.

### Títulos nacionales de Club
- 2 Liga ACB: 1990 (con el FC Barcelona) y 1998, con el TDK Manresa.
- 2 Copa del Rey de Baloncesto: 1991 (con el FC Barcelona) y 1996 (con el TDK Manresa).